# Нестериха (Сямженский район)
Нестериха — деревня в Сямженском районе Вологодской области.
Входит в состав Ногинского сельского поселения, с точки зрения административно-территориального деления — в Ногинский сельсовет.
Расстояние по автодороге до районного центра Сямжи — 9,4 км, до центра муниципального образования Ногинской — 5,9 км. Ближайшие населённые пункты — Волховская, Олеховская, Трусиха.
По переписи 2002 года население — 6 человек.